# En Søndag paa Amager (dokumentarfilm)
|  | Denne artikel er oprettet af botten Steenthbot ud fra en ekstern database. Den kan derfor have sproglige fejl eller mangler. Denne skabelon kan fjernes efter kontrol af indholdet. |

En Søndag paa Amager er en dansk dokumentarisk optagelse fra 1929.

## Handling
Fra midsommerfesten i Dragør 1929, hvor de gamle Amagerdragter vises frem. Folkeoptog gennem byen i folkedragter. Forskellige folkedanse opføres.